# Клингер, Хосе
Хосе́ Андре́с Кли́нгер Со́са (исп. José Andrés Klinger Sosa; род. 10 марта 2005, Эсмеральдас) — эквадорский футболист, нападающий клуба «Индепьендьенте Дель Валье» и молодёжной сборной Эквадора.

## Клубная карьера
Воспитанник клуба «Индепьендьенте Дель Валье». Дебютировал за клуб 12 июня 2023 года, выйдя на замену в матче против «Оренсе».29 июня дебютировал в Кубке Либертодорес в матче против «Архентинос Хуниорс»

## Карьера в сборной
В 2023 году в составе Молодежной сборной Эквадора принял участие на чемпионате мира по футболу среди молодёжных команд. В матчах против сборных Словакии и Фиджидо 20 лет Клингер забил по голу.